# Melbbrücke

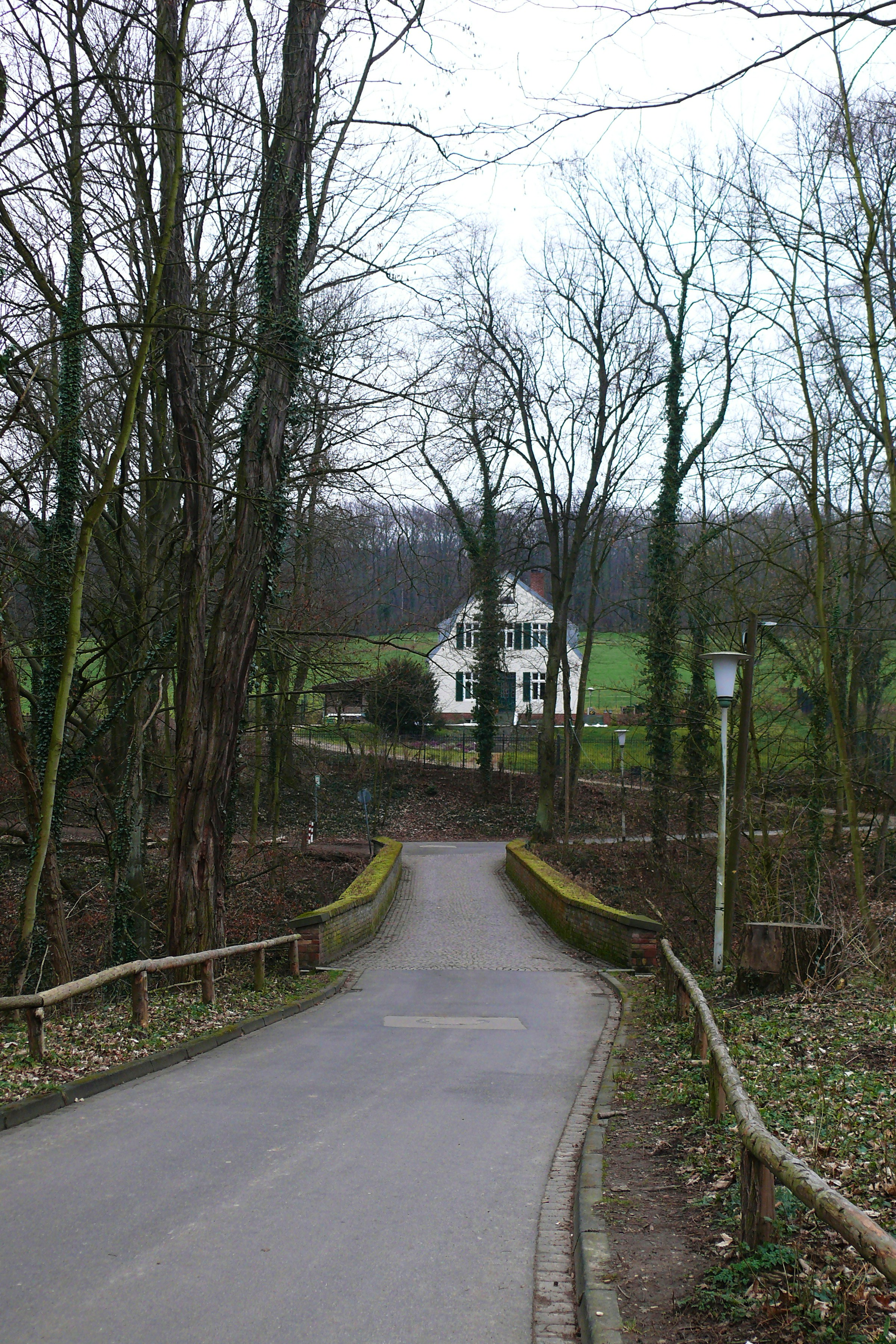
Die Fahrbahn der Melbbrücke in Bonn

Die Melbbrücke ist eine dreibogige Steinbrücke des 19. Jahrhunderts im Bonner Ortsteil Ippendorf, die an der Grenze zum Ortsteil Venusberg den Engelsbach im Melbtal überspannt. Sie steht als Baudenkmal unter Denkmalschutz.

## Konstruktion und Daten
Die Melbbrücke ist vollständig aus Feldbrandziegelsteinen gemauert – nur die Fundamentsockel bestehen aus Bruchsteinen – und besitzt drei etwa gleich große Kreissegmentbögen mit einer Spannweite von je 6,15 m. Sie ist 41,20 m lang und 5,00 m breit.

## Geschichte
Die Brücke wurde um 1845, vermutlich im Zusammenhang mit dem benachbarten Gut Melb, errichtet. 1852 malte Johann Wilhelm Schirmer das Melbtal mit der Brücke. 1902 erfolgte eine Instandsetzung des Bauwerks. 1971/72 wurde die Brücke umfassend saniert und dabei unter anderem die nicht mehr standsicheren Stirnwände und Brüstungen abgebaut sowie zur Aufnahme der Verkehrslasten eine Stahlbetonkonstruktion hergestellt.

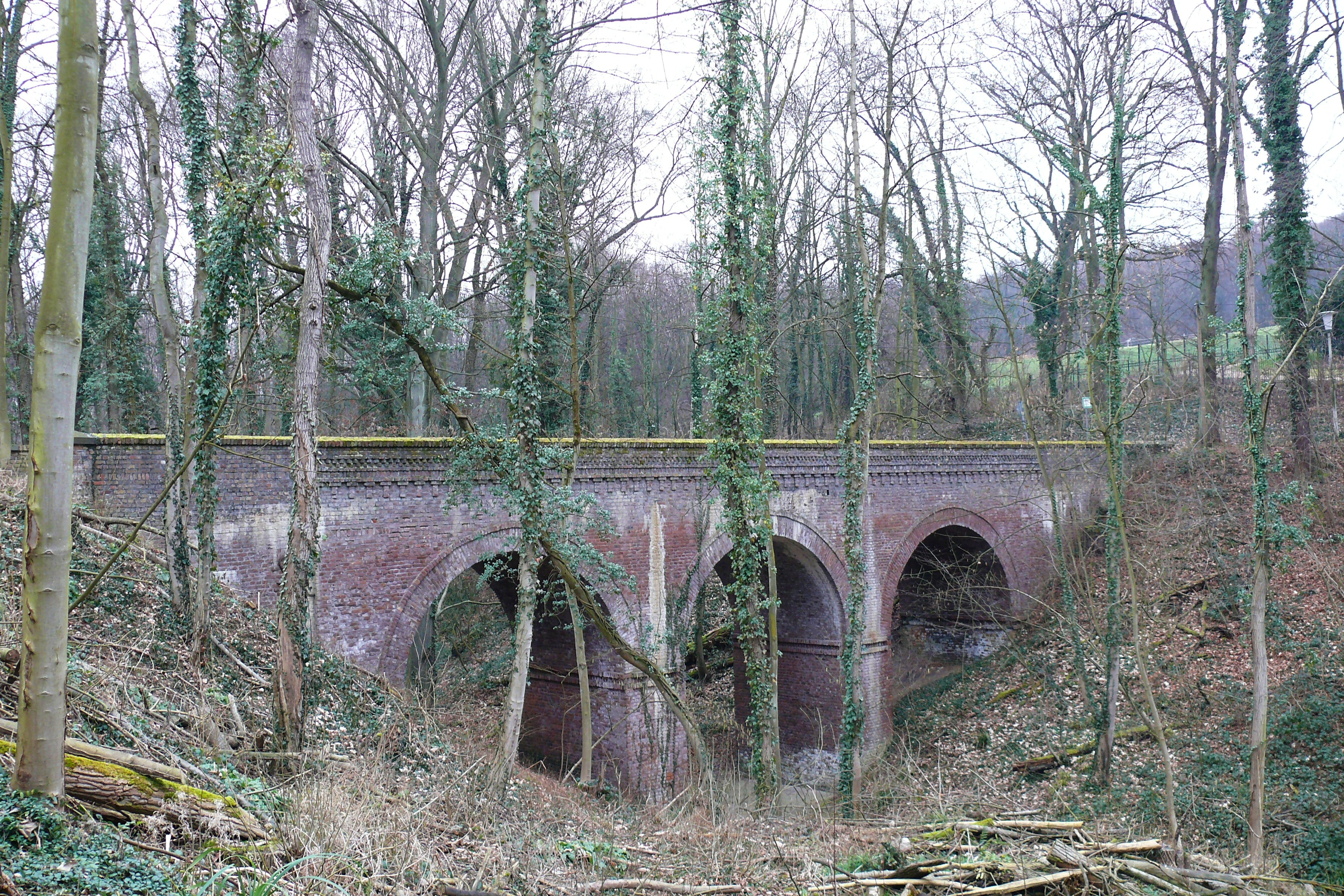
Die Südseite der Melbbrücke in Bonn
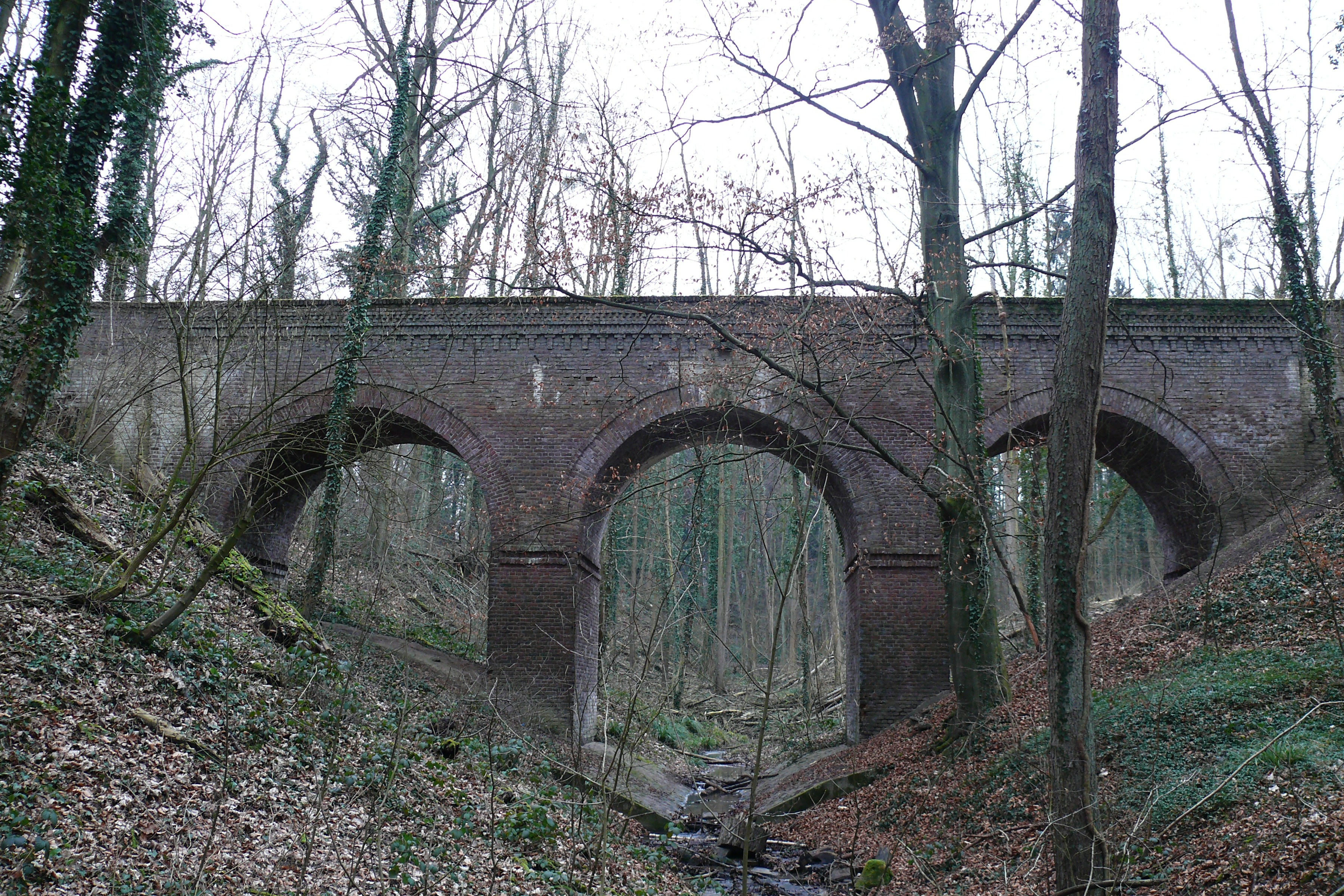
Die Nordseite der Melbbrücke in Bonn
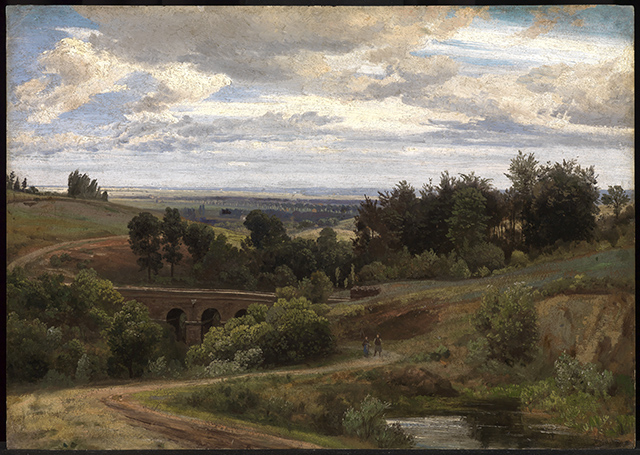
„Das Melbtal bei Bonn“ von Johann Wilhelm Schirmer, 1852